# C-16: FBI
C-16: FBI  è una serie televisiva statunitense in 13 episodi trasmessi per la prima volta nel corso di una sola stagione dal 1997 al 1998.

## Trama
La serie, del genere poliziesco, è incentrata sulle movimentate attività della 16ª Squadra della Divisione Criminale dell'F.B.I. di Los Angeles, (denominata anche "C-16") con a capo John Olansky, che guida, con modi spicci e spesso non preoccupandosi troppo dei regolamenti, il team tra rapine con ostaggi, atti terroristici, sequestri di persona, sparatorie ed esplosioni con l'aiuto dei più moderni apparati tecnologici messi a loro disposizione dall'agenzia.

## Personaggi
- John Olansky (13 episodi, 1997-1998), interpretato da Eric Roberts.
- Jack DiRado (13 episodi, 1997-1998), interpretato da Zach Grenier.
- Annie Rooney (12 episodi, 1997-1998), interpretata da Christine Tucci.
- Amanda Reardon (12 episodi, 1997-1998), interpretata da Angie Harmon.
- Mal Robinson (12 episodi, 1997-1998), interpretato da Morris Chestnut.
- Scott Stoddard (11 episodi, 1997-1998), interpretato da D.B. Sweeney.
- Andrew Pritchett (9 episodi, 1997-1998), interpretato da Glenn Morshower.
- Dennis Grassi (5 episodi, 1997-1998), interpretato da Michael Cavanaugh.
- Nick Tulli (5 episodi, 1997), interpretato da John Ventimiglia.
- annunciatrice TV (4 episodi, 1997-1998), interpretata da Laura Diaz.
- Frank Remar (4 episodi, 1997-1998), interpretato da Sal Landi.
- Tamara (4 episodi, 1997), interpretata da Ellen Cleghorne.
- Laura Sandoval (3 episodi, 1997-1998), interpretata da	Leslie Bega.
- Jimmy Rooney (3 episodi, 1997-1998), interpretato da Tuc Watkins.
- Valerie Tulli (3 episodi, 1997), interpretata da Katy Selverstone.
- D.A. Catherine Hampton (2 episodi, 1997), interpretata da Lisa Eichhorn.
- Angela Robinson (2 episodi, 1998), interpretata da Lanei Chapman.
- Robert Robinson (2 episodi, 1998), interpretato da Leon.
- Rosemary Vargas (2 episodi, 1998), interpretata da Talisa Soto.

## Episodi
| Stagione       | Episodi | Prima TV USA | Prima TV Italia |
| -------------- | ------- | ------------ | --------------- |
| Prima stagione | 13      | 1997-1998    | 2002            |

## Produzione
La serie fu prodotta da Brillstein-Grey Entertainment e Buena Vista Television e girata  a Los Angeles in California. Le musiche furono composte da David Bergeaud.

### Registi
Tra i registi della serie è accreditato Michael M. Robin.

## Distribuzione
La serie fu trasmessa negli Stati Uniti dal 1997 al 1998 sulla rete televisiva ABC. In Italia è stata trasmessa nell'estate del 2002 su Rai 2 con il titolo C-16: FBI.
Alcune delle uscite internazionali sono state:
- negli Stati Uniti il 27 settembre 1997 (C-16: FBI)
- in Portogallo il 9 gennaio 1998
- in Islanda l'8 ottobre 1998
- in Francia il 27 marzo 1999 (C-16)
- in Ungheria il 7 dicembre 2000 (C-16: Szuperügynökök)
- in Norvegia il 17 maggio 2001
- in Nuova Zelanda il 15 giugno 2001
- in Germania l'8 aprile 2004  (C-16: Spezialeinheit FBI)
- in Spagna  (C-16: FBI)